# أوسكار غيروارد
أوسكار غيروارد هو محامي وقاضي وسياسي كندي، ولد في 9 سبتمبر 1891 في درومونفيل في كندا، وتوفي في 26 أكتوبر 1980 في مدينة كيبك في كندا. نشط حزبياً في الحزب الليبرالي الكندي وحزب كيبيك الليبرالي. وقد انتخب عضو الجمعية الوطنية في كيبك ‏ وانتخب عضو مجلس العموم الكندي.